# Can Damians
Can Damians, també conegut com a magatzems El Siglo, és un edifici entre el carrer de Pelai i el dels Tallers de Barcelona, catalogat com a bé cultural d'interès local.

## Història
A les dècades del 1840 i 1850, el quincaller Ignasi Damians i Bas (1824-1892) tenia la seva botiga al carrer dels Escudellers, 41 (antic 59). El 1862 es va traslladar just al davant, als núms. 26-28, en un edifici construït expressament segons el projecte del mestre d'obres Antoni Valls i Galí, i més tard, el local fou ampliat als edificis veïns del carrer dels Escudellers, 24 i d'Obradors, 6. El seu fill Alexandre Damians i Rovira (1851-1921) va continuar el negoci sota la raó social Fill d'Ignasi Damians, incorporant-hi la fabricació de reixes, llums, gerros, escultures i altres objectes decoratius fets de metall. El 1889 va fer construir una fàbrica als carrers de Balmes, 96 i de Mallorca, 231, enderrocada als anys 1950 per la seva filla Teresa Damians i Camps (1879-1968).
El 1913, Alexandre Damians va presentar una sol·licitud per a la construcció d'uns grans magatzems amb façanes als carrers de Pelai i Tallers. El projecte inicial del mestre d'obres Agustí Mas va ser força modificat per l'arquitecte Eduard Ferrés i el seu equip, que va desenvolupar un edifici de gran impacte a la ciutat, seguint els patrons d'una moda nascuda el 1900 a l'Exposició Universal de París i que posteriorment va fer furor als Estats Units, l'Art déco. El negoci va patir problemes econòmics per la gran inversió efectuada i les elevades despeses de manteniment i, finalment, el 1933 va ser adquirit pels magatzems El Siglo, que havien patit un gran incendi el dia de Nadal del 1932, que els va destruir completament.
El 1979, l'edifici es va incendiar i posteriorment va tancar, passant per diferents mans fins a acabar en les de la multinacional C&A.

## Descripció

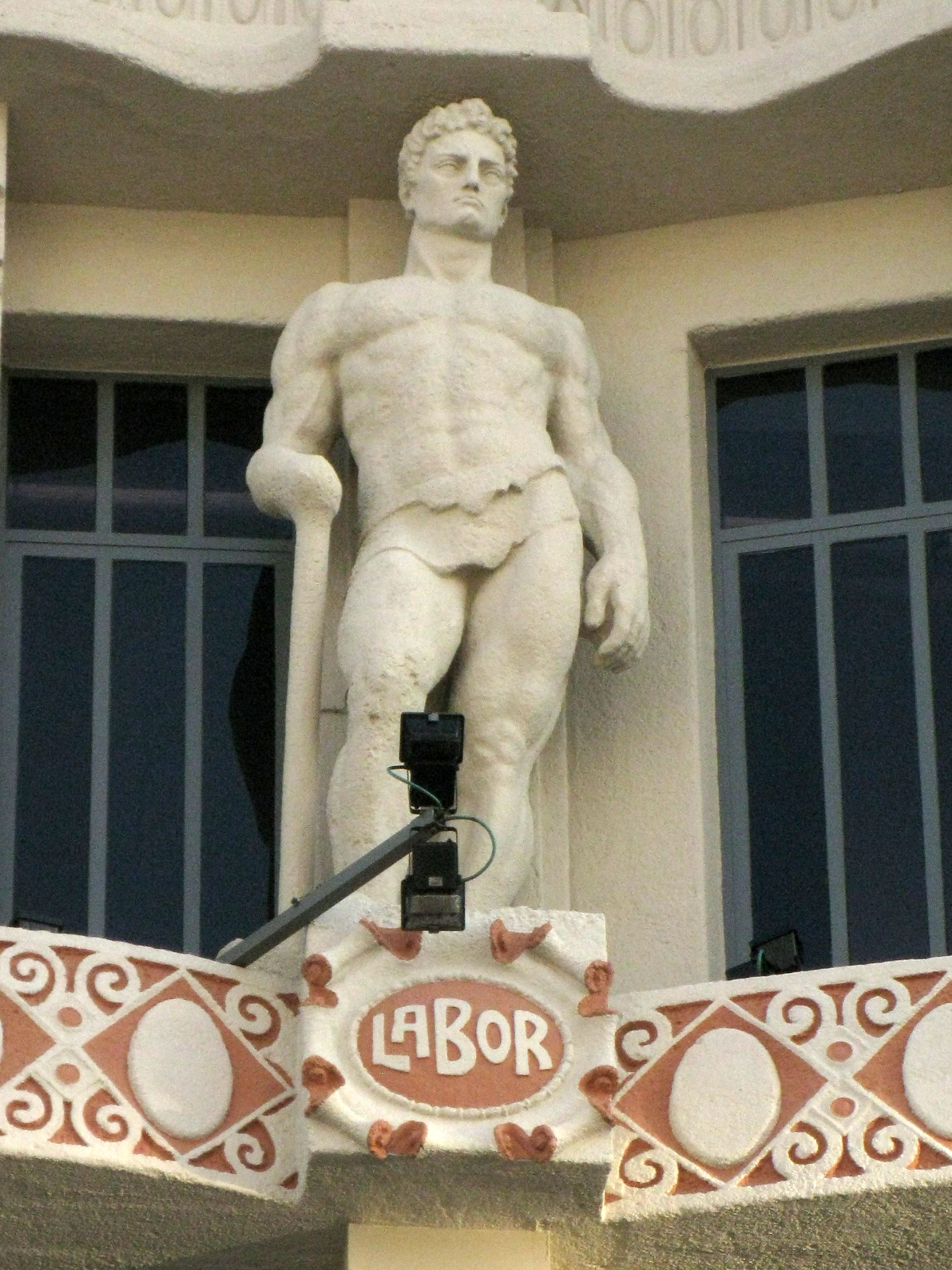
Al·legoria del Treball

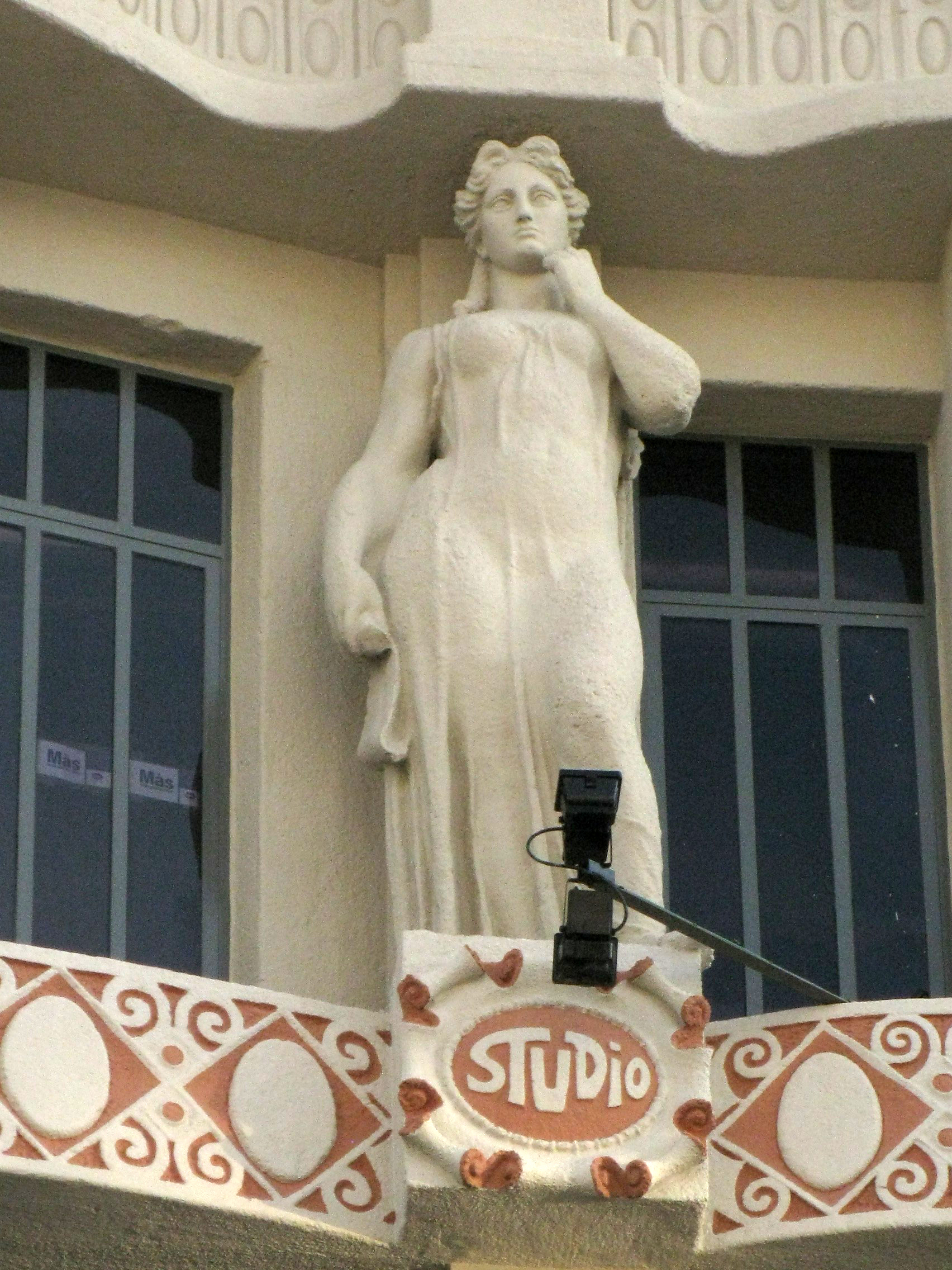
Al·legoria de l'Estudi

Es tracta d'un edifici de grans dimensions de planta baixa i quatre pisos. En general, a la façana s'hi succeeixen elements propis de corrents moderns d'estil art-déco i d'altres de tipus clàssic. La planta baixa es correspon amb l'accés al comerç, que es troba flanquejat per dues esveltes columnes amb capitell. Per sobre i abans de canviar de pis, un fris presenta figures masculines clàssiques que es troben als costats, mentre que el centre és buit. El desenvolupament de les plantes primera a tercera és molt homogeni. En tots els casos hi ha quatre pilars units per tres grans vidrieres convexes, sent la central la més gran amb diferència. Cadascun d'aquests està separat dels altres per unes petites cornises decorades amb motius trenats esgrafiats. En canvi, la quarta planta té uns cànons diametralment oposats. Els dos pilars centrals són substituïts per dues cariàtides i les dels extrems, per pilastres decorades amb garlandes i ondulacions. La presència de vidre, també important, no arriba als extrems i sobrietat de les plantes anteriors.
Per sobre, l'edifici es veu coronat en dos passos. El primer és una cornisa ondulant molt protuberant, en tres cossos i motius decoratius ovals. En el segon, per sobre, hi ha una cúpula amb lluerna. Tot i algunes variacions dutes a terme en relació amb el projecte inicial i la desaparició de bona part dels interiors originals, la façana no sembla haver patit massa canvis des de la construcció.
La façana al carrer dels Tallers és una d'una gran sobrietat, plantejada sobre la base d'un geometrisme latent, tot i que els tipus de pilars i també l'abundància de vidre s'hi acosten.